# Marie Glory
Marie Glory, född 3 mars 1905 i Mortagne-au-Perche, död 24 januari 2009 i Cannes. Fransk skådespelerska. Fram till 1927 uppträdde hon under namnet Arlette Genny.
Hon var en av de sista levande stumfilmsskådespelarna som haft roller i vuxen ålder. Hon gjorde sin filmdebut 1924 och sin ljudfilmsdebut 1930.

## Filmografi (filmer med svenska titlar)
- 1930 - Circus Barley - Pepita
- 1952 - Oh, ni gudomliga varelser - Catherines mor
- 1956 - Och Gud skapade kvinnan... - Madam Tardieu
- 1958 - Razzia - kaféinnehavaren
- 1958 - Kattan